# يام (مرند)
يام هي قرية في مقاطعة مرند، إيران. عدد سكان هذه القرية هو 1,389 في سنة 2006.